# Azuurglazenmaker
De azuurglazenmaker (Aeshna caerulea) is een echte libel uit de familie van de glazenmakers (Aeshnidae).
De soort staat op de Rode Lijst van de IUCN als niet bedreigd, beoordelingsjaar 2009. De soort komt voor in het uiterste noorden van het Palearctisch gebied, inclusief Schotland, de gebergten van Centraal-Europa en de Kaukasus.
De wetenschappelijke naam van de soort werd in 1783 als Libellula caerulea gepubliceerd door Hans Strøm. De Nederlandstalige naam is ontleend aan Libellen van Europa.